# Ooh Aah... Just a Little Bit
Ooh Aah... Just a Little Bit è il singolo di debutto della cantante dance australiana Gina G, pubblicato nel 1996 dall'etichetta discografica Warner.
Con questa canzone, scritta da Simon Tauber e Steve Rodway e prodotta da quest'ultimo, la cantante ha rappresentato il Regno Unito all'Eurovision Song Contest 1996.
Il singolo ha raggiunto un grande successo in tutta l'Europa e negli Stati Uniti ed è stato inserito nell'album d'esordio della cantante, Fresh!, pubblicato nel 1997. Il brano è stato nominato per un Grammy come "Best Dance Recordings". anche in tutta l'Europa

## Tracce
CD-Single (WEA 0630-14343-9)
1. Ooh Aah... Just a Little Bit (Motiv8 Radio Edit) - 3:24
2. Ooh Aah... Just a Little Bit (Motiv8 Extended Vocal Mix) - 6:43

## Classifiche
| Classifica (1996) | Posizione raggiunta |
| ----------------- | ------------------- |
| Regno Unito       | 1                   |
| Norvegia          | 5                   |
| Australia         | 5                   |
| Belgio (Fiandre)  | 6                   |
| Svezia            | 6                   |
| Finlandia         | 6                   |
| Stati Uniti       | 12                  |
| Nuova Zelanda     | 28                  |